# Chlamys (chi sò)

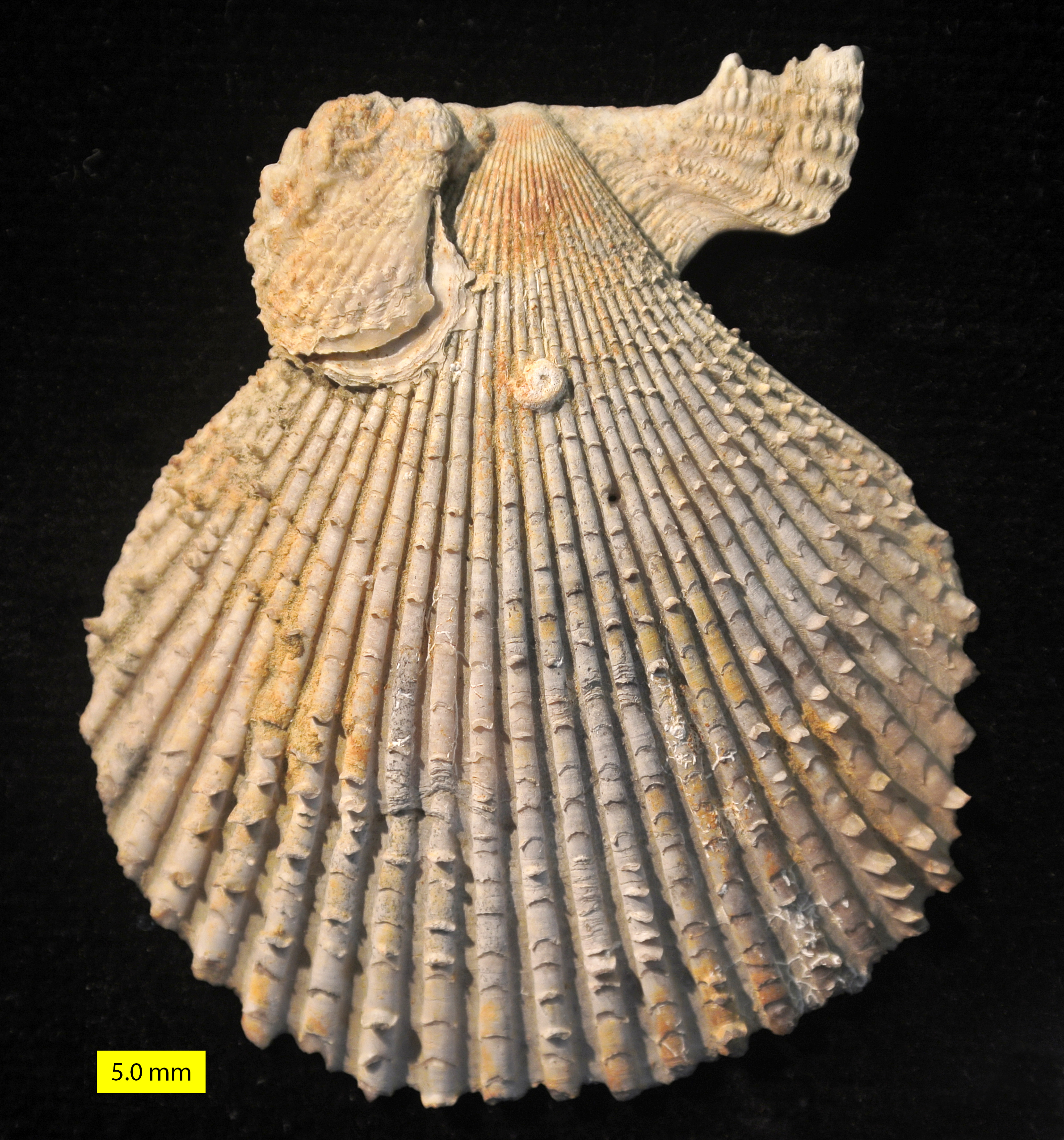
Pliocene Chlamys.

Chlamys là một chi các loài sò điệp, ốc biển hai mảnh vỏ trong họ Pectinidae. Danh pháp được lấy từ tiếng Hy Lạp cổ, χλαμΰς hay Chlamys.

## Các loài
- Chlamys albida (R. Arnold, 1906)
- Chlamys australis Sowerby, 1844

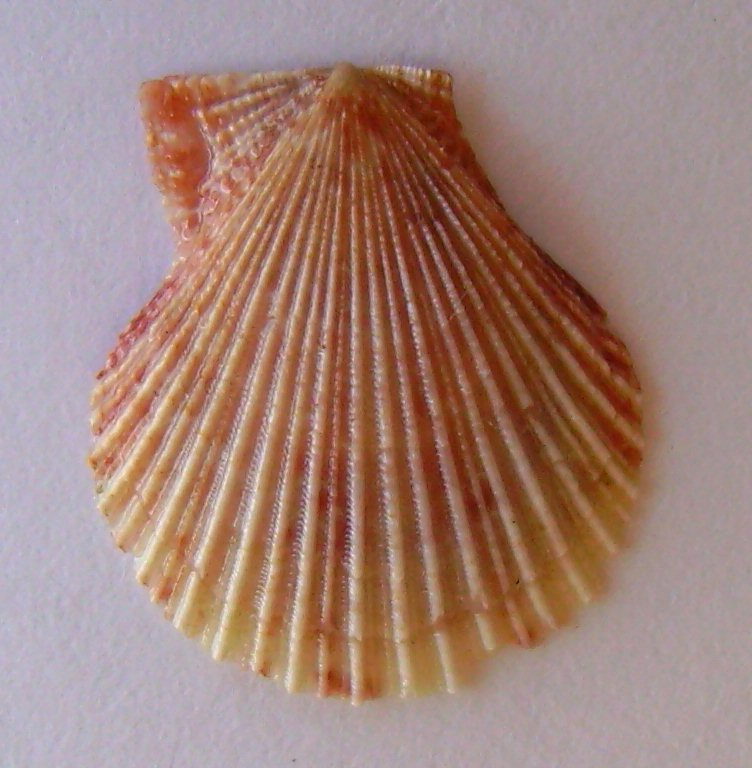
Chlamys zelandiae

- Chlamys behringiana (Middendorff, 1849)
- Chlamys bruei (Payraudeau, 1826)
- Chlamys circularis (Sowerby, 1835)
- Chlamys consociata (E. A. Smith, 1915)
- Chlamys dichroa (Suter, 1909)
- Chlamys dieffenbachi (Reeve, 1853)
- Chlamys distorta
- Chlamys farreri (Müller, 1776)
- Chlamys gemmulata (Reeve, 1853)
- Chlamys hastata (G. B. Sowerby II, 1842)
- Chlamys islandica (Müller, 1776)
- Chlamys jordani Arnold, 1903
- Chlamys kincaidi Oldroyd, 1929
- Chlamys kiwaensis Powell, 1933
- Chlamys liocymatus (Dall, 1925)
- Chlamys lioicus (Dall, 1907)
- Chlamys lowei (Hertlein, 1935)
- Chlamys muscosus Wood, 1828
- Chlamys navarcha Dall, 1898
- Chlamys opercularis (Linnaeus, 1758)
- Chlamys pseudislandica MacNeil, 1967
- Chlamys rubida (Hinds, 1845)
- Chlamys septemradiatus
- Chlamys strategus
- Chlamys subsulcata (Locard, 1898)
- Chlamys sulcata (O. F. Mueller, 1776)
- Chlamys swifti Bernardi, 1858
- Chlamys taiaroa Powell, 1952
- Chlamys tigerina
- Chlamys varia (Linnaeus, 1758)
- Chlamys venustus
- Chlamys wainwrightensis
- Chlamys zelandiae (Gray, 1843)
- Chlamys zeelandona (Hertlein, 1931)